# Sant Antoni de Pàdua de Pradells
Sant Antoni de Pàdua de Pradells és la capella particular del mas, ara castell, de Pradells, pertanyent al poble de Vila-roja, del terme comunal de Costoja, al Vallespir (Catalunya del Nord).
Està situada en un dels murs laterals de la masia, ara castell. El Castell de Pradells és aproximadament a mitjana distància entre Costoja i Vila-roja, a llevant del darrer dels dos pobles i al sud-oest del primer, en un paratge de gran bellesa.